# Isabel de Bourbon, Rainha da Espanha
Isabel (em francês:  Élisabeth de France; Fontainebleau, 22 de novembro de 1602 – Madrid, 6 de outubro de 1644) foi a primeira esposa do rei Filipe IV e Rainha Consorte da Espanha de 1621 até sua morte, e também Rainha Consorte de Portugal e Algarves entre 1621 e 1640. Era a filha mais velha do rei Henrique IV da França e sua segunda esposa Maria de Médici.

## Primeiros anos

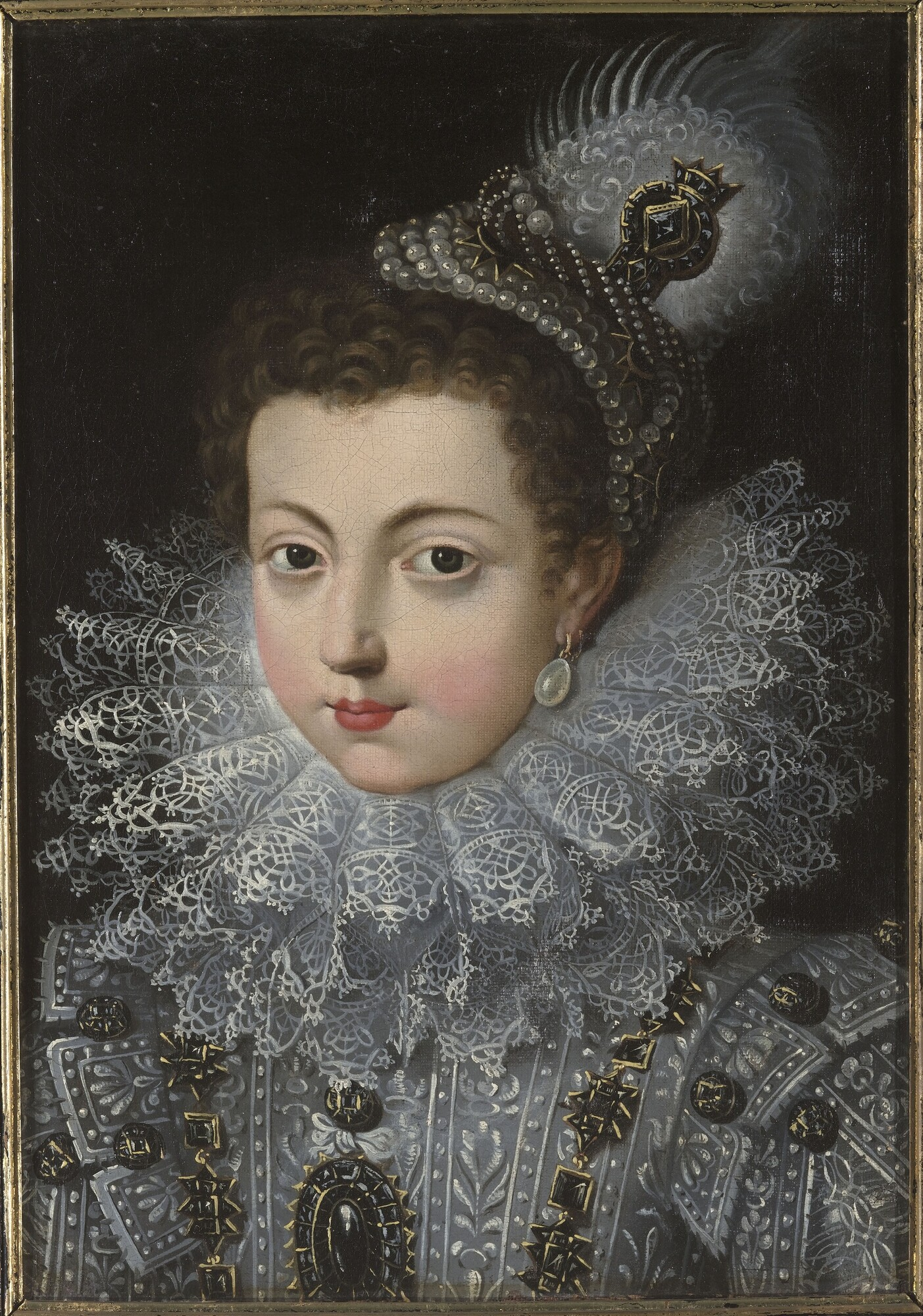
Isabel de Bourbon durante a sua juventude.

Isabel, Madame Real, nasceu no Palácio de Fontainebleau, em 22 de novembro de 1602. Sua mãe teria mostrado sua cruel indiferença, porque ela havia acreditado na profecia de uma freira que lhe garantiu que ela daria à luz três filhos consecutivos.
Pouco depois do seu nascimento, foi prometida a Filipe Emanuel, Príncipe de Piemonte, filho mais velho e herdeiro de Carlos Emanuel I, Duque de Saboia, por Catarina Micaela, filha do Rei Filipe II de Espanha. No entanto, a ligação nunca se concretizou, visto que Filipe Emanuel faleceu em 1605.
Como filha do Rei da França, ela nasceu como Filha da França. Os seus primeiros anos foram passados sob a supervisão da governanta real Françoise de Montglat, no castelo de Saint-Germain-en-Laye, um lugar tranquilo longe da corte parisiense, onde ela compartilhava educação e jogos com seus irmãos legítimos. Os seus irmãos eram Cristina da França (posteriormente Duquesa de Saboia), Nicolau Henrique (Duque de Orleães, morto na infância), Gastão (Duque de Orleães) e Henriqueta Maria (mais tarde Rainha da Inglaterra). Havia também os filhos bastardos que seu pai tinha como resultado de seus constantes casos de amor. Quando o rei Henrique IV foi assassinado em frente ao Palácio do Louvre em 14 de maio de 1610, seu irmão, o Delfim (com quem Isabel tinha uma relação muito próxima), o sucedeu ao trono como rei Luís XIII de França, sob a regência de sua mãe, Maria de Médici.

## Casamento
Quando Isabel tinha dez anos, em 1612, começaram as negociações para um casamento duplo entre as famílias reais da França e da Espanha. Que seguiu uma tradição de consolidação de alianças militares e políticas entre as potências católicas da França e da Espanha com casamentos reais. A tradição remonta a 1559 com o casamento do rei Filipe II de Espanha com a princesa francesa Isabel de Valois, filha do rei Henrique II de França, como parte do Tratado de Cateau-Cambrésis. Casou-se em 25 de novembro de 1615, com o então Príncipe das Astúrias, Filipe (futuro Filipe IV), sendo assim sua primeira esposa e mãe do Príncipe Baltasar Carlos. A cerimônia religiosa aconteceu em Bordéus. Na época do casamento, Isabel, de treze anos, tornou-se a nova Princesa das Astúrias. Depois do duplo casamento por procuração com o Príncipe das Astúrias e de seu irmão Luís com a Infanta Ana, Isabel e seu irmão encontraram os respectivos maridos pela primeira vez em 25 de novembro de 1615, na Ilha dos Faisões. Esta foi a última vez que Luís veria sua irmã.

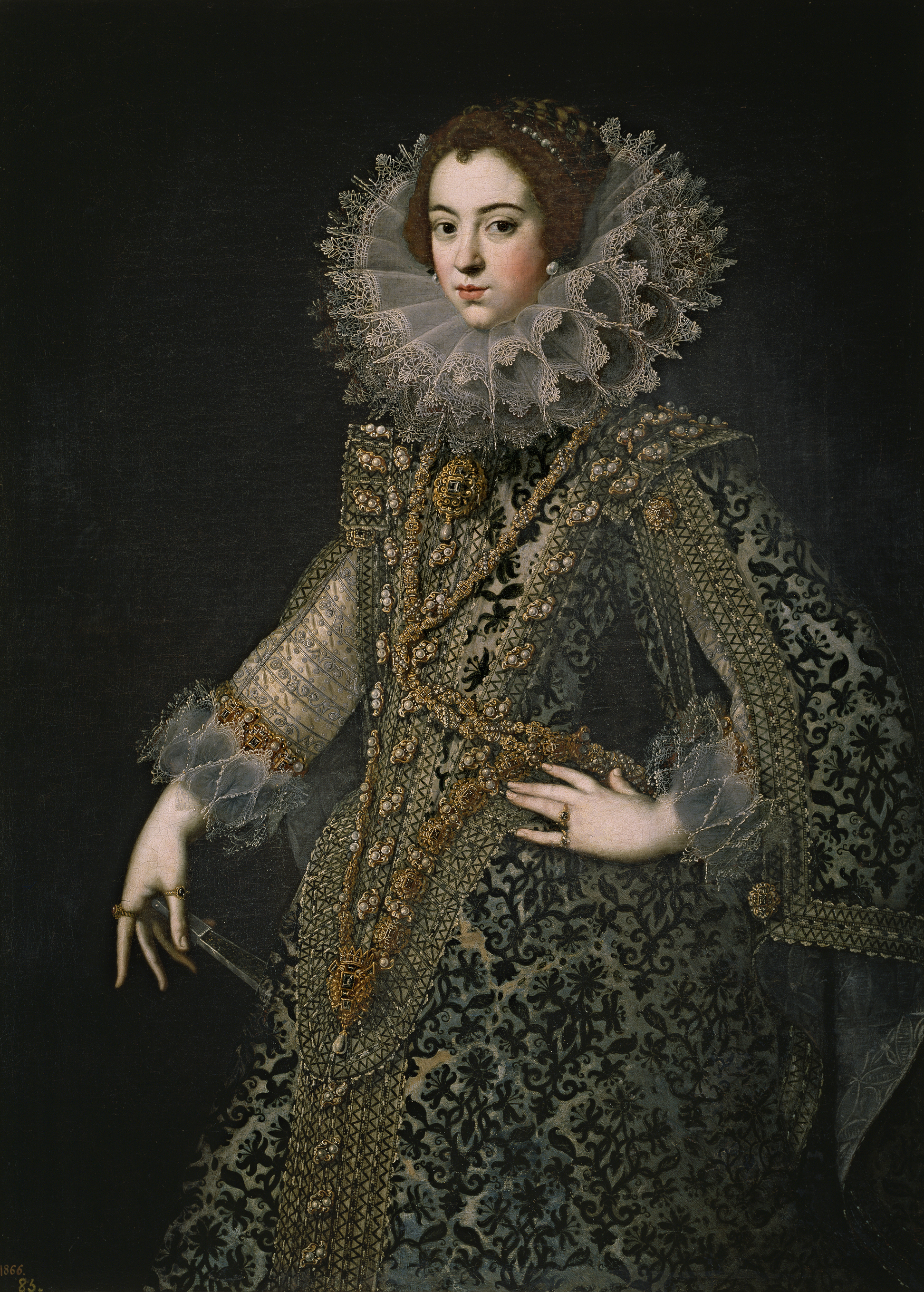
Isabel, por Rodrigo de Villandrando.

Com o casamento, ela se tornou a consorte de todos os títulos detidos pelo marido após sua ascensão ao trono em 1621. Na época do nascimento do primeiro filho do casal, eles já haviam ascendido ao trono da Espanha após a morte de Filipe III de Espanha. Ela foi apelidada de "A Desejada". Foi só no ano de 1620 que Felipe e Isabel consumaram o casamento e meses depois a princesa engravidou. Isabel sempre se destacou por sua beleza física, seu alto intelecto e uma personalidade nobre que conquistou o carinho do povo. Apesar disso, seu marido, o rei Filipe IV, foi infiel a ela em várias ocasiões; Prova disso foi o considerável número de filhos que nasceram fora do leito conjugal. A nova rainha da Espanha sabia que seu marido tinha amantes e teve que suportar seus casos de amor com a atriz María Calderón e assistir a filhos ilegítimos nascendo enquanto ela sofria abortos contínuos ou morte prematura de suas filhas.

## Regente
Antes de 1640, a rainha não parece ter tido muita influência sobre os assuntos de estado, que foram em grande parte confiados a Olivares. Isabel não se dava bem com Olivares, que teria ajudado seu esposo no adultério e o impedido de exercer influência política. Além disso, uma vez ele fez um comentário famoso, quando apresentou uma visão política ao rei, que os sacerdotes existiam para orar e as rainhas existiam para dar à luz. A última filha de Isabel, a infanta Maria Teresa da Espanha, viria a se tornar rainha da França como esposa de seu sobrinho, o futuro Luís XIV. Ao contrário do marido e da cunhada, ela não veria o casamento que consolidou a paz entre sua pátria e seu país de adoção, a Espanha; os países estariam em guerra até 1659.
Entre 1640 e 1642, Isabel serviu como regente do rei em sua ausência e recebeu ótimas críticas por seus esforços. Ele teria influenciado a queda de Olivares como parte de uma "conspiração de mulheres" junto com a duquesa de Mântua, Ana de Guevara, María de Ágreda e sua chefe de honra Luisa Manrique de Lara, condessa Paredes de Nava. A queda de Olivares fez com que o rei a considerasse sua única companheira política, e quando o rei voltou ao front em 1643, Isabel foi nomeada regente pela segunda vez, auxiliada por Chumacero. Sua segunda regência também recebeu boas críticas, e o rei o creditou por seus esforços para fornecer suprimentos vitais para as tropas, bem como por suas negociações com os bancos para financiar o exército, oferecendo suas próprias joias como garantia.

## Morte
Como resultado de Olivares ser forçado a deixar o palácio, um breve período de felicidade começou na vida da rainha, que finalmente recebeu o reconhecimento de seu marido, não apenas no que diz respeito à sua capacidade de governar (ela até disse, "Meu soldado é a rainha "), mas também conseguiu se aproximar de sua privacidade. Infelizmente, sua felicidade não durou muito, pois em 6 de outubro de 1644, após sofrer um novo aborto, a rainha faleceu.
Só no fim da vida Filipe IV se deu conta de que tinha ao seu lado uma mulher inteligente e culta, capaz de governar em sua ausência e de lhe dar o carinho que ele buscava nas mãos de outras mulheres. Mas era tarde demais. Filipe IV só poderia prantear uma esposa que não retribuiu como ele merecia. Dois anos após a morte da rainha, Baltasar Carlos faleceu, deixando a coroa novamente comprometida. Assim, novas núpcias foram arranjadas em 1647 com sua sobrinha, Maria Ana da Áustria. Apesar de não ter sido mãe de um rei, os seus restos mortais repousam no Panteão dos Reis do Mosteiro de El Escorial, pois através da sua filha Maria Teresa, Rainha de França, perpetuou-se a Casa Real Espanhola.

## Descendência

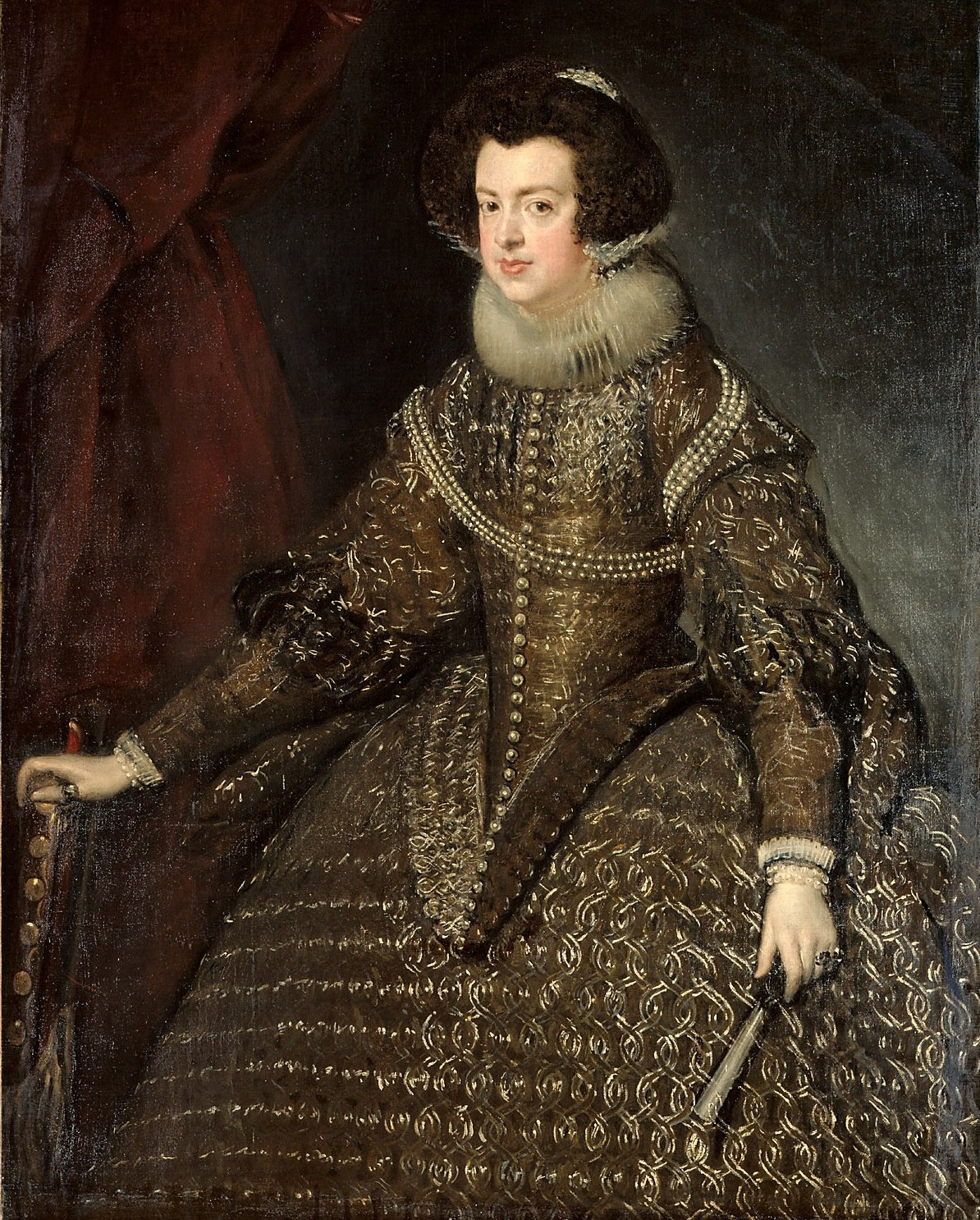
Isabel, retratada por Velázquez, 1632.

Do seu casamento com Filipe IV de Espanha, teve as seguintes gestações:
|    |                          | Nascimento             | Morte                  |
| -- | ------------------------ | ---------------------- | ---------------------- |
| 1  | Maria Margarida          | 14 de agosto de 1621   | 15 de agosto de 1621   |
| 2  | Margarida Maria Catarina | 25 de novembro de 1623 | 22 de dezembro de 1623 |
| 3  | Maria Eugênia            | 21 de novembro de 1625 | 21 de julho de 1627    |
| 4  | Aborto espontâneo        | 16 de novembro de 1626 | 16 de novembro de 1626 |
| 5  | Isabel Maria Teresa      | 31 de outubro de 1627  | 1 de novembro de 1627  |
| 6  | Baltasar Carlos          | 17 de outubro de 1629  | 9 de março de 1646     |
| 7  | Francisco Fernando       | 12 de março de 1634    | 3 de dezembro de 1634  |
| 8  | Maria Ana Antônia        | 17 de janeiro de 1636  | 5 de dezembro de 1636  |
| 9  | Maria Teresa             | 20 de setembro de 1638 | 30 de julho de 1683    |
| 10 | Aborto espontâneo        | 1640                   | 1640                   |
| 11 | Aborto espontâneo        | 6 de outubro de 1644   | 6 de outubro de 1644   |